# Slubice
Slubice je malá vesnice, část obce Bohdalovice v okrese Český Krumlov. Nachází se 2,7 km na jihovýchod od Bohdalovic. Je zde evidováno 12 adres.
Slubice leží v katastrálním území Svéraz u Větřní o rozloze 3,56 km².